# 埼玉県道406号姫宮停車場線

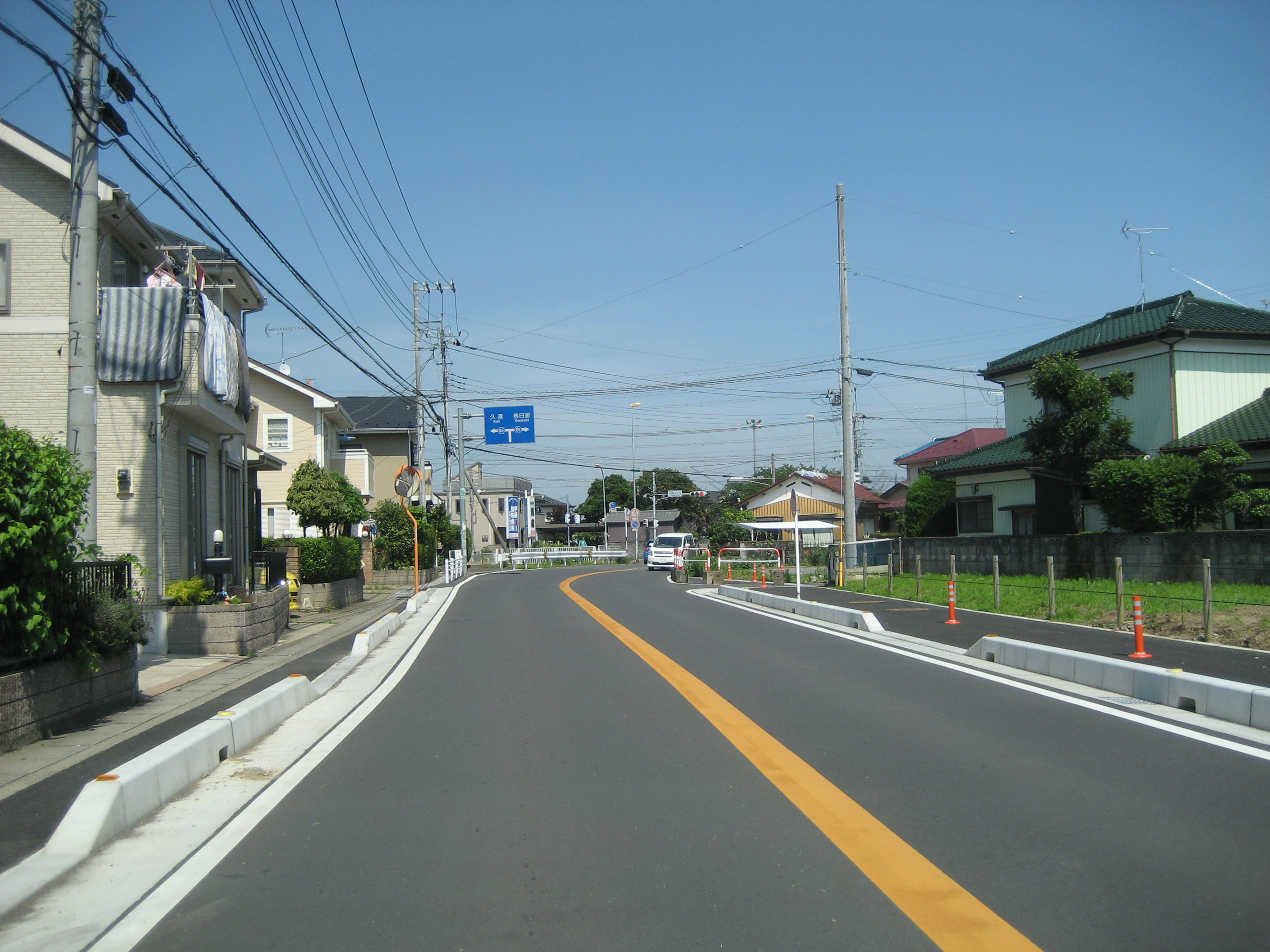
川端4丁目交差点付近

埼玉県道406号姫宮停車場線（さいたまけんどう406ごう ひめみやていしゃじょうせん）は、埼玉県南埼玉郡宮代町の姫宮停車場（姫宮駅東口）から、埼玉県道85号春日部久喜線に至る県道である。県道標識は設置されていない。

## 起点・終点・実延長・概要
- 起点：埼玉県南埼玉郡宮代町（姫宮停車場）
- 終点：埼玉県南埼玉郡宮代町（埼玉県道85号春日部久喜線 川端4丁目交差点）
- 実延長：566 m
- 概要：姫宮駅東口から県道春日部久喜線に至る。終点付近は片側1車線となっているが、姫宮駅前は幅員が狭く、住宅地の中の生活道路にもなっているため車の通行は少ない。

## 通過する市町村
- 埼玉県
  - 南埼玉郡宮代町

## 交差する道路

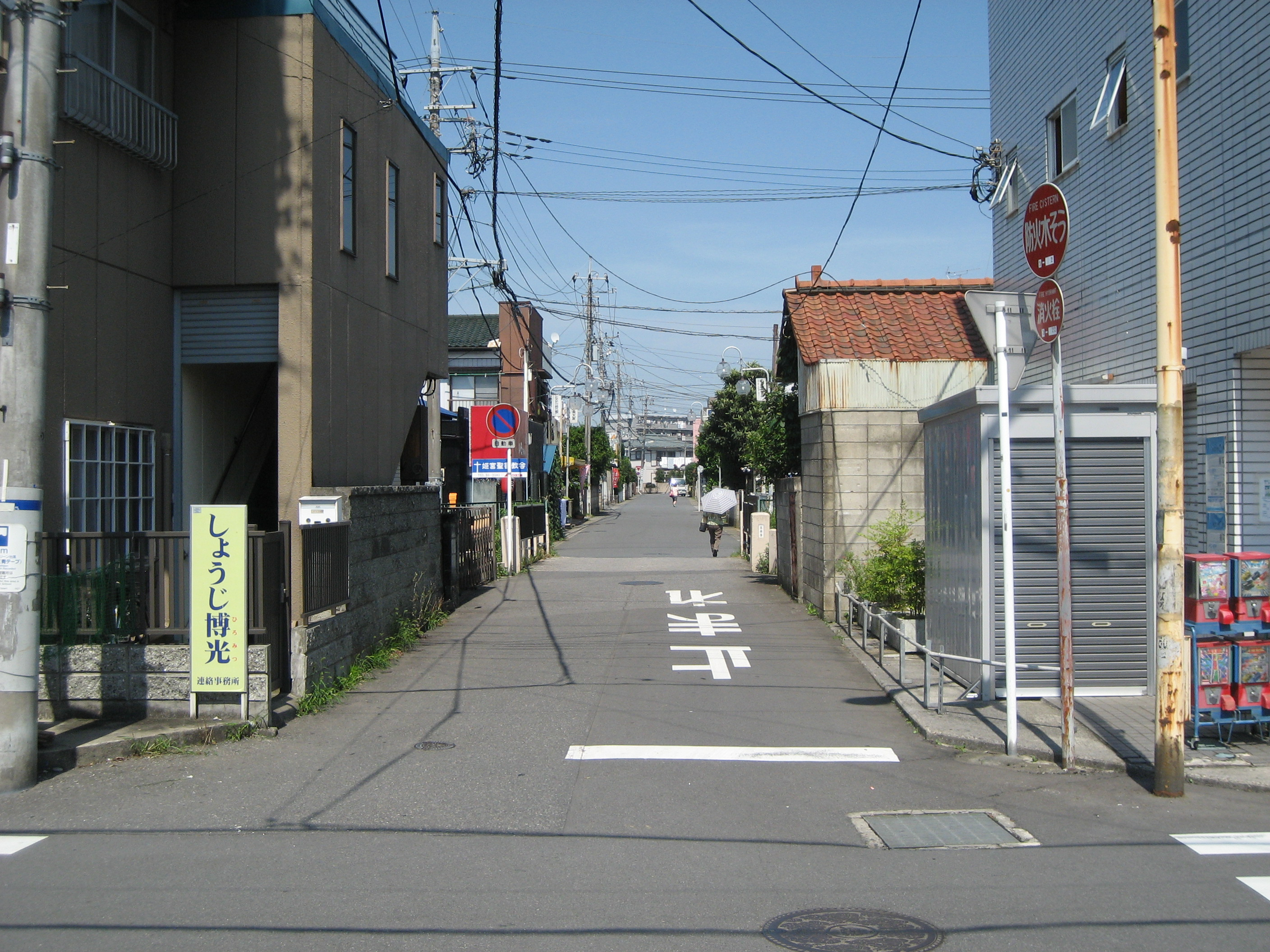
姫宮駅東口（姫宮停車場）付近

- 埼玉県道85号春日部久喜線

## 沿道・近隣の主な施設
- 姫宮駅
- 宮代姫宮郵便局
- 南栗橋車両管区春日部支所（旧・春日部検修区）